# Raimon Escudé i Pladellorens
Raimon Escudé i Pladellorens   (Terrassa, 24 de juliol de 1934 - 28 de desembre de 2018) fou un advocat i polític català.

## Biografia
Llicenciat en dret per la Universitat de Barcelona en 1957. Ha estat secretari general de l'Institut Industrial i de la Federació Nacional d'Acabadors Tèxtils fins a 1986, secretari de la Fundació Abat Marcet fins a 1984, vocal del consell directiu del CIC de Terrassa i del patronat de la Biblioteca-Museu Soler i Palet (1980-1986), així com president de la Delegació d'Òmnium Cultural a Terrassa de 1976 a 1980.
Membre del Col·legi d'Advocats de Terrassa. El 1953 va militar en la Unió Democràtica de Catalunya fins al 1977, quan ingressà a Convergència Democràtica de Catalunya. Fou diputat per Convergència i Unió a les eleccions al Parlament de Catalunya de 1980, 1984, 1988, 1992 i 1995. Fou vocal del Consell de Treball, Econòmic i Social de Catalunya fins a 1980. A les eleccions municipals de 1987 fou escollit regidor per CiU a l'ajuntament de Terrassa i portaveu de grup municipal fins a 1991. El 1995 fou secretari primer del Parlament de Catalunya. El 2000 fou un dels organitzadors del Fòrum Català pel Dret a l'Autodeterminació i el 2002 abandonà CDC i ingressà a Esquerra Republicana de Catalunya com a militant de base.

## Obres
- L'economia terrassenca 1877-1977 (1977)